# Bronius Pundzius
Bronius Pundzius (russisch Бронюс Пундзюс; * 15. Septemberjul. / 28. September 1907greg. in Pievėnai in der Rajongemeinde Mažeikiai; † 11. April 1959 in Vilnius) war ein litauischer Bildhauer und Hochschullehrer.

## Leben
Pundzius studierte 1926–1929 an der Kunstschule Kaunas, bis er als einer der Anführer eines Studentenstreiks ausgeschlossen wurde. 1933 erhielt er ein staatliches Stipendium, mit dem er nun an der École nationale supérieure des arts décoratifs in Paris studierte mit Abschluss 1938. 1940–1941 arbeitete er als Dozent an der Kunstschule Kaunas. Nach dem Deutsch-Sowjetischen Krieg lehrte Pundzius wieder in Kaunas am Institut für Angewandte und Dekorative Kunst mit Ernennung zum Professor 1947. Ab 1951 lehrte er am Staatlichen Kunstinstitut Vilnius der Litauischen Sozialistischen Sowjetrepublik.

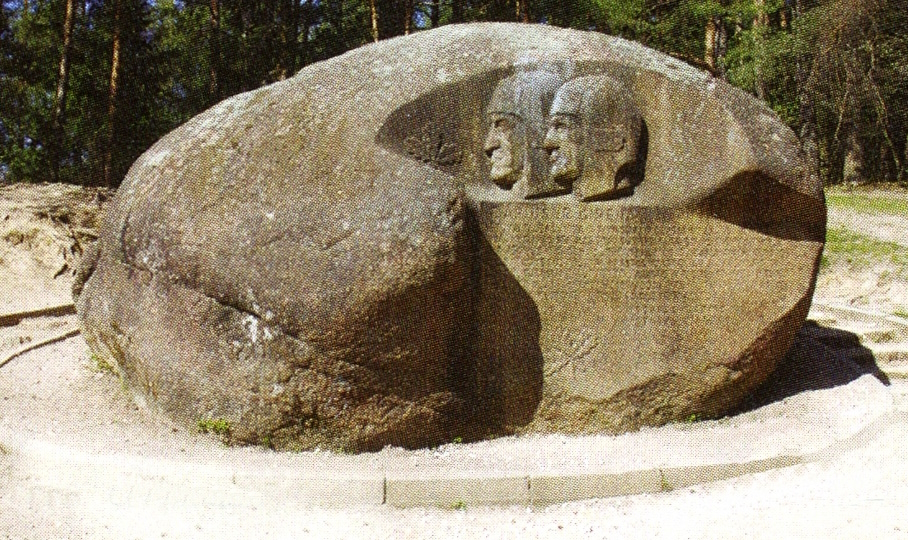
Darius und Girėnas am Puntukas-Findling

Pundzius Werke wurden seit 1930 auf Ausstellungen gezeigt. Er schuf Porträtbüsten von Mikas Petrauskas (1932, vor dem Staatlichen Theater in Kaunas), Maironis (1933) und Lenin (1940). Er gestaltete Grabdenkmäler in Helsinki (1933). Sein Projekt für ein Denkmal für Darius und Girėnas gewann 1937 bei einem Wettbewerb den ersten Preis, wurde aber nicht realisiert. 1937 schuf er die Monumentalskulptur Drei Riesen in Kaunas. 1943 meißelte er das Relief von Darius und Girėnas in den Puntukas-Findling bei Anykščiai. 1946 schuf er die Bronze-Skulptur Der Sturm für Meltschakows Ehrenmal der 1200 Gardisten der 11. Gardearmee für die Gefallenen des Sturms auf Königsberg im späteren Kaliningrad am Gwardeiski Prospekt. Für die wieder aufgebaute Grüne Brücke in Vilnius von der Altstadt nach Šnipiškės schuf er 1952 die Gruppe Auf Friedenswacht, die 2015 zusammen mit den anderen drei Skulpturen Landwirtschaft von Bernardas Bučas, Die studierende Jugend von Juozas Mikėnas und Industrie und Bauwirtschaft von Bronius Vyšniauskas und Napoleonas Petrulis als Symbole der Sowjetherrschaft im Stile des Sozialistischen Realismus von der Brücke entfernt wurde.

## Ehrungen
- Stalinpreis